# Massimiliano Civica
Massimiliano Civica (Rieti, 27 febbraio 1974) è un regista teatrale e direttore artistico italiano.

## Biografia
Dopo aver conseguito presso l'Università La Sapienza di Roma la laurea in Metodologia della critica dello spettacolo, studia presso l'Odin Teatret di Eugenio Barba e successivamente viene ammesso al corso di regia presso l'Accademia nazionale d'arte drammatica. Infine lavora presso la cooperativa del Teatro della Tosse di Genova, collaborando con Emanuele Luzzati e Tonino Conte.
Nel 2007 viene nominato direttore artistico del Teatro della Tosse, diventando il più giovane direttore artistico d'Italia e dando vita al progetto triennale Facciamo insieme teatro, che vince il Premio ETI.
In seguito il suo Il mercante di Venezia vince il Premio Ubu  2008 per la miglior regia, spettacolo che otterrà il Premio Vittorio Mezzogiorno dell'anno seguente. 
Nel 2010 dirige Un sogno nella notte dell'estate, tratto dall'opera di William Shakespeare e prodotto dal Teatro Stabile dell'Umbria, ottenendo poca fortuna. 
A partire da questo momento Civica dà inizio a una fase di vera e propria rinascita artistica che passa per Soprattutto l'anguria, uno spettacolo che parla del rapporto tra due fratelli, e culmina con Alcesti di Euripide, vincitore nel 2015 del Premio Ubu come miglior regia. Lo spettacolo incontra un grande successo anche grazie alle attrici Daria Deflorian, Monica Demuru e Monica Piseddu; e alla collaborazione con Daniela Salernitano.
Si dedica quindi all'insegnamento: tiene laboratori di recitazione, svolgendo poi il ruolo di docente universitario presso la cattedra di Metodologia della critica dello spettacolo dell'Università La Sapienza e quella di regia presso l'Accademia di belle arti di Genova. Gli vengono infine affidati gli insegnamenti di regia e recitazione teatrale presso l'Accademia nazionale d'arte drammatica.
Nel 2016 debutta con Un quaderno per l'inverno, spettacolo scritto da Armando Pirozzi.
Lo spettacolo vince il Premio Ubu come miglior regia (ex aequo con Massimo Popolizio) e miglior testo italiano.
Dal 2017 è candidato al Premio Europa Realtà Teatrali del Premio Europa per il teatro.
Da gennaio 2018 è consulente artistico della direzione del Teatro Metastasio di Prato, e nel 2021 ne diventa direttore artistico.
Tuttora è docente regia teatrale e tecniche della recitazione presso l'Accademia nazionale d'arte drammatica.

## Teatro

### Attore
- Seppure voleste colpire di Roberto Latini - 2012

### Regista
- Andromaca - 2004
- Grand Guignol - 2005
- Nuda proprietà di Mirko Feliziani - 2006
- La parigina di Henry Becque - 2007
- Il mercante di Venezia di William Shakespeare - 2009
- Un sogno nella notte d'estate (tratto da Sogno di una notte di mezza estate) di William Shakespeare - 2010
- Attraverso il furore di Armando Pirozzi - 2011
- Soprattutto l'anguria di Armando Pirozzi - 2013
- Altamente volatile di Armando Pirozzi - 2015 (Saggio Accademia nazionale d'arte drammatica "Silvio d'Amico")
- Alcesti di Euripide - 2015
- Dialoghi degli dei di Luciano di Samosata - 2016
- Un quaderno per l'inverno di Armando Pirozzi - 2017
- Belve di Armando Pirozzi - 2018
- Antigone di Sofocle - 2019
- La stoffa dei sogni, di Armando Pirozzi, Teatro Metastasio di Prato (2023)
- Capitolo due, di Neil Simon (2024)

## Premi e riconoscimenti
- Premio Ubu
  - 2007/2008: Migliore regia per Il mercante di Venezia di William Shakespeare
  - 2016/2017: Migliore regia (ex aequo con Massimo Popolizio) per Un quaderno per l'inverno di Armando Pirozzi